# -ton
Die englische Namensendung -ton ist eine häufige Bildungssilbe in Ortsnamen sowie auch in ursprünglich ortsbezogenen Familiennamen (Herkunftsnamen).

## Wortherkunft und Bildungsformen
Die unbetonte Endung entstammt wohl im häufigeren Fall dem altenglischen Wort ton[e], das zu tūn/dūn und althochdeutsch zūn ‚Umgrenzung‘ steht.
Aus letzterem leiten sich auch deutsch Zaun; niederländisch tuin ‚Garten‘, isländisch tún ‚Koppel‘ ab. Diese Herkunft entspricht den deutschen Ortsnamensbildungen auf -hag (‚Hecke, Zaun‘) und Ähnlichem. Das angelsächsische Wort wurde später zum englischen town (deutsch Dorf; [Klein-]Stadt [in Abgrenzung zu City]; Ortschaft, Siedlung im allgemeineren Sinne) umgebildet.
Eine andere Wortherkunft wird etwa bei dem Namen
Washington (Tyne and Wear), aus dem die Vorfahren des bekannten amerikanische Präsidenten vielleicht stammten oder bei Hamilton (Leicester) vermutet. Dort wird die Wortform aus dem altenglischen Wort dun oder dūn (zu engl. dune [zu dt. Düne] oder engl. hill [zu dt. Hügel]) hergeleitet: Erstbeleg für Washington ist Wassyngtona 1183 zu rekonstruiertem altenglisch *hwæsingatūn; für Hamilton ist 1220 hameldon belegt (so auch Hambledon, North Yorkshire 1290).
Beispielhaft für sichere erstere Bedeutung ist
Hilton, als hyll + tūn ‚Farm/Ort am Hügel‘ für Hilton (Derbyshire, 1086 Hilltune), oder helde + tūn ‚am Hang‘ (zu englisch hield ‚Neigung‘) für Hilton (Durham, 1180 Helton; so auch Helton, Cumbria).
Die Bildung erfolgt oft – entsprechend etwa den frühesten oberdeutschen Bildungen -ing und -ham (so auch im Englischen) – aus Personenname und Endung. Beispiele sind Brighton (East Sussex), erstmals urkundlich Beorthelm’s-tun (Brighthelm); oder
Boston (Lincolnshire), wohl aus Bot’s town (vielleicht nach dem Mönch Botulf (Botolph), 7. Jh.). Diese Erklärung wird durchwegs dann vermutet, wenn keine plausible geographische Ableitung gefunden werden kann.
Für Washington (Tyne and Wear) wird beispielsweise neben einer Herkunft aus waesc ‚waschen‘ mit keltischer Ableitung auch eine zu einem Personennamen Hwaes (Was[sa]) und der Gruppenbezeichnung Hwaesing ‚Leute/Abkömmlinge des Hwaes‘ vermutet (mit einer Wurzel in der Bedeutung ‚jagen‘).
Im weiteren Sinne kommen auch Gruppen und Funktionen vor, so:
Kingston (upon Thames, London)‚ des Königs‘ (alter Begräbnisort sächsischer Herrscher); desgleichen ursprünglicher
Kennington (London); oder
Preston (in East Lothian und in Lancashire, 1086 Prestune, u. a.m.) zu priest ‚Priester, Pfarrer, Mönch‘.
Daneben gibt es auch viele Bildungen auf topographische Begriffe, also Lagebezeichnungen, beispielsweise:
Eaton (Buckinghamshire) ‚am Wasser‘ (französisch eau, lateinisch aqua, europaweit und sehr alt, vgl. dt. -a[a]ch, hier die Themse; gleiche Wurzel auch
Eyton, Herefordshire, Ayton, am Eye);
Clifton (Glouchester) ‚am Kreide-Kliff‘.
Spezieller zu Eigennamen stehen etwa mit Flüssen:
Bruton (Somerset) am Fluss Brue (keltisch briw ‚schnellfliessend‘);
Crediton (Devonshire) am Crede/Creedy;
Framton (Dorset) am Frome;
Linton (Northumberland) am Lyne;
Otterton (Devon) am Otter.
Aus funktionalen Orten abgeleitet sind zum Beispiel:
Straiton (Midlothian, 1296 Stratone) zu lat. strata ‚Straße‘; Handelsplätze wie
Kinetown zu kine ‚Kuh‘;
Shipston (-on-Stour, Warwickshire) zu sheep ‚Schaf‘;
Teddington (Tyd-End-) zu tide ‚wo die Flut [der Themse] endet‘;
Tiverton (Twy-Ford-) ‚Zwei Furten‘.
Allgemein landschaftlich beschrieben:
Stannington (Northumberland) ‚steinig‘.
Allgemeine Lageangaben stecken in:
Hampton (Worcestershire, 780 Heantune) oder
Henton (Oxfordshire, 1085 Hentone) zu hẽah ‚hoch‘;
Milton (Kent) „Middle-town“ (zwischen Gravesend und Denton, dieses zu altengl. denu ‚Tal‘);
Upton (London, Essex, 1203 Hupinton) ‚oben im Ort‘.
Die historischen oder geographischen Ableitungen gelten nur für England. Durch die englische Kolonisierung sind Namen auf -ton weltweit verbreitet, dann aber mit sekundärer Benennung, zu der Zeit war die Silbe schon lange nicht mehr namenbildend. Ein Beispiel der Anglifizierung in Irland ist
Boston (County Clare, Móinín na gCloigeann, Neubildung 1839).
Neben einer reinen Nachbenennung nach Herkunftsorten in Kolonisten (Eponymika) kommen auch die Namen der Gründer in Betracht: Im englischen Raum lauten Familiennamen von Personen oft ohne weitere Endung auf den Ortsnamen (Ableitung dann: Ortsname → Herkunftsname der Person → Gründer-/Bewohnername des Ortes). Vereinzelt sind auch sonstige Nachbennungen ehrenhalber zu Orten wie Personen zu finden.
Erhalten sind in modernen Ortsnamenschreibungen auch Varianten auf -tone oder -don:
Maidstone (Kent, am Fluss Medway);
Abingdon (-on-Thames, Berkshire; zu abbey ‚Ort der Abtei‘; in Oxfordshire zu Personenname Æbbe und mit ‚Hügel‘)
Eine Besonderheit ist hierbei
Taunton (Somerset) am Tone, alt Tawnton, Thonton, hier wird der Name tone des Flusses aus einem keltischen Gewässernamen hergeleitet, mit 737 Tantun, 1086 Tantone ergäbe sich hier ‚Ort am Fluss‘ als Grundbedeutung.
Neben -ton finden sich auch viele Ableitungen auf -town selbst, manchmal spätere Umschriften, wie bei
Puddletown (urspr. 1086 Pitretone, 1212 Pideleton, bis ins 19. Jh. Piddletown, am River Piddle), sonst aber durchwegs jünger, wie
Campbeltown (Schottland; nach dem Clan Campbell, 17. Jh., urspr. Kinlochkilkerran), und so auch in den ehemaligen Kolonien.
Nicht zum Wortkomplex gehören hingegen Orte auf ‚Stein‘ wie
Fewston (Yorkshire, zu firestone ‚Feuerstein‘),
Godstone (Surrey, good stone),
Kingstone (Somerset) ‚des Königs Stein‘; aber auch
Helmdon (Northampshire, 1086 Emedene, ‚Tal‘ mit Personenname).

### Verbreitung und Beispiele
Die Endung ist gebietsweise in England die häufigste Ortsnamensbildung angelsächsischer Herkunft, so sind allein in Lincolnshire 380 solche Orte zu finden. Allein von Orten mit der Wurzel ‚New Town‘ dürfte es über 80 geben.
Beispiele für die Verwendung in Orts- und Familiennamen (nur einmaliges Vorkommen im alten angelsächsischen Raum ist angemerkt):
- Acton – zu ‚Eiche‘,[1] seltener zu Personennamen Acca[28]
- Atherton – zu einem Personennamen Aethel (1×)[29]
- Boston – zu einem Personennamen Bot[…] (1×)[1][7][8]
- Buxton – ‚Buche‘ (auch ‚Hainbuche‘), angelsächs. bocce[7]
- Charleston – zum Personennamen Charles (Karl, Carolus) – der Familienname aber kein Herkunftsname, sondern Patronym C[h]arl[e]son ‚Sohn des‘[30]
- Clifton – ‚Kliff‘[1][7]
- Dalton – altengl. doel, dale ‚Tal‘[31]
- Denton – altengl. denu ‚Tal‘[21]
- Eaton – ea ‚Wasser, Feuchtgebiet‘[1][7] (Familiennamen auch Eyton)[32]
- Hamilton – altengl. hamel ‚kahl (baumlos)‘[4] ‚krüppelig‘[33]
- Hampton –  vielfältig zu ham[let] ‚Heim [Hütte]‘, zu hamm ‚Sumpfwiese, Flussbiegung, Einmündung‘, auch aus hean zu altengl. hea ‚hoch‘;[17][18] Zum Vergleich: im deutschen Sprachgebiet ist ein Hamm eine leichte Erhebung in einem Feuchtgebiet, sowohl als Name wie auch als Ortsbeschreibung.[34]
- Hilton – mittelenglisch hyll ‚Hügel‘ oder helde ‚Hang, Böschung‘[1][7][5]
- Houston – Personenname Hugh (cf. Hugo; möglich auch direkt aus Uistean, gälische Form zu diesem Namen)[35]
- Kingston – king ‚König‘: cyningestun Kronbesitz;[7][10] (1× zu -stone ‚Königsstein‘);[11]
- Linton – ‚Linde‘ oder ‚Linen‘ (Lein, Flachs);[15] 1× ‚am Lyne‘[7]
- Livingston – zu einer nachweislichen Person DeLeving (1×, Livingston, Schottland, 12. Jh.)
- Milton – middle ‚Mitte‘, seltener zu mill ‚Mühle‘[1][20]
- Newton – neowa ‚neu‘, vgl. Neustadt; Varianten wie Naunton, Newington, Newnton, Niton, Nyton[36][27]
- Preston – zu altengl. preost, modern priest: ‚Pfarrort‘ oder ‚Kirchenbesitz‘[1][37]
- Stanton – stãn ‚Stein‘[1] (auch: Stannton, Staniton, Staunton, Stainton, Steinton, Stinton);[37][16]
- Walton – vielfältig zu ‚Wald‘,[38] ‚Wall‘[39] oder alteng. wælla ‚Strom, Quelle‘ (well ‚Brunnen‘),[39] walh ‚Landarbeiter‘,[38] walesc ‚Fremder‘[38] (cf. Welsche, etwa für die Kelten wie in Wales, Cornwall)
- Washington – zu ‚waschen‘ oder einem Personennamen Wassa[3][9]
- Upton – ‚oben‘ oder zu einem Personennamen Ubba[22]

#### Andere Sprachen und Länder
Der Wortstamm tun in der Bedeutung als geschützte Siedlung oder geschützte Fläche kommt auch in anderen Sprachen vor:
- Niederländisch: tuin – „der Garten“
- Friesisch: tun – ein durch einen Ringdeich geschütztes Feld
- Norwegisch: gårdstun – „die Hofstatt“
- Tschechisch: Týn als Namensbestandteil in der Bedeutung „befestigte Siedlung“ oder „abtrennter Stadtteil“, unter anderem der Prager Týn, deutsch „Thein“ oder „Teyn“.

Schon in der römischen Provinz Gallien gab es mehrere Ortsnamen auf -dunum, darunter Lugdunum, heute Lyon, und Augustodunum, heute Autun.
In der Normandie enden zahlreiche Ortsnamen mit dem Bestandteil -thun. Inwieweit die Endsilbe -ten in deutschen Ortsnamen wie Anderten, Schellerten und Barnten den gleichen Ursprung hat wie das englische -ton, ist zu klären.